# Goya a la millor actriu secundària
El Premi Goya a la millor actriu secundària és un dels 28 Premis Goya entregats anualment.

## Nominades i guanyadores

### Dècada del 2020
| Guanyadora            | Candidates                                             | |
| XXXIX edició - 2025   | XXXIX edició - 2025                                    | XXXIX edició - 2025 |
| --------------------- | ------------------------------------------------------ | --- |
|                       |                                                        | - Macarena García per Casa en flames - María Rodríguez Soto per Casa en flames - Clara Segura per El 47 - Nausicaa Bonnín per La infiltrada - Aixa Villagrán per La virgen roja                              |
| XXXVIII edició - 2024 |                                                        | |
|                       | Ane Gabarain com a Lourdes a 20.000 espècies d'abelles | - Itziar Lazkano com a Lita a 20.000 espècies d'abelles - Ana Torrent com a Ana Arenas a Cerrar los ojos - Luisa Gavasa com a Charo a El mestre que va prometre el mar - Clara Segura com a Diana a Creatura |
| XXXVII edició - 2023  |                                                        | |
|                       | Susi Sánchez com a Begoña a Cinco lobitos              | - Marie Colomb com a Marie a As bestas - Carmen Machi com a Asun a Cerdita - Penélope Cruz com a Azucena a En los márgenes - Ángela Cervantes com a Penélope a La maternal                                   |
| XXXVI edició - 2022   |                                                        | |
|                       | Nora Navas com a Teresa a Libertad                     | - Sonia Almarcha com a Adela a El buen patrón - Aitana Sánchez-Gijón com a Teresa Ferreras a Madres paralelas - Milena Smit com a Ana Manso Ferreras a Madres paralelas                                      |
| XXXV edició - 2021    |                                                        | |
|                       | Nathalie Poza com a Violeta a La boda de Rosa          | - Juana Acosta com a Sara a El inconveniente - Verónica Echegui com a Amparo a Explota explota - Natalia de Molina com a Adela a Las niñas                                                                   |
| XXXIV edició - 2020   |                                                        | |
|                       | Julieta Serrano com a Jacinta a Dolor y gloria         | - Mona Martínez com a María Santos a Adiós - Natalia de Molina com a Trinidad a Adiós - Nathalie Poza com a Ana Carrasco Robledo a Mientras dure la guerra                                                   |

### Dècada del 2010
| Guanyadora           | Candidates                                            | |
| XXXIII edició - 2019 | XXXIII edició - 2019                                  | XXXIII edició - 2019 |
| -------------------- | ----------------------------------------------------- | --- |
|                      | Carolina Yuste com a Paqui a Carmen y Lola            | - Anna Castillo com a Leonor Hernández a Viaje al cuarto de una madre - Natalia de Molina com a Marta Cassen a Quién Te Cantará - Ana Wagener com a Asunción Ceballos a El reino |
| XXXII edició - 2018  |                                                       | |
|                      | Adelfa Calvo com a Lola a El autor                    | - Belén Cuesta com a Milagros a La llamada - Anna Castillo com a Susana Romero a La llamada - Lola Dueñas com a Blanca a No sé decir adiós                                       |
| XXXI edició - 2017   |                                                       | |
|                      | Emma Suárez com a Ana a La propera pell               | - Candela Peña com a Mª Candelaria a Kiki, el amor se hace - Terele Pávez com a Antonia a La puerta abierta - Sigourney Weaver com a Àvia en Un monstre em ve a veure            |
| XXX edició - 2016    |                                                       | |
|                      | Luisa Gavasa com a Madre a La novia                   | - Elvira Mínguez com a Belén a El desconocido - Marian Álvarez com a Cati a Felices 140 - Nora Navas com a Martina a Felices 140                                                 |
| XXIX edició - 2015   |                                                       | |
|                      | Carmen Machi com a Merche a Ocho apellidos vascos     | - Bárbara Lennie com a Eva a El Niño - Mercedes León com a Rocío a La isla mínima - Goya Toledo com a Virginia a Marsella                                                        |
| XXVIII edició - 2014 |                                                       | |
|                      | Terele Pávez per Maritxu a Las brujas de Zugarramurdi | - Nathalie Poza com a Andrea a Todas las mujeres - Susi Sánchez com a la madre a 10.000 noches en ninguna parte - Maribel Verdú com a Margo a 15 años y un día                   |
| XXVII edició - 2013  |                                                       | |
|                      | Candela Peña com a Mamen a Una pistola en cada mano   | - Chus Lampreave com a María a El artista y la modelo - María León com a María a Carmina o revienta - Ángela Molina com a Doña Concha/La abuela a Blancanieves                   |
| XXVI edició - 2012   |                                                       | |
|                      | Ana Wagener com a Mercedes a La voz dormida           | - Pilar López de Ayala com a Luisa a Intruders - Goya Toledo com a Mari Luz a Maktub - Maribel Verdú com a Inés a De tu ventana a la mía                                         |
| XXV edició - 2011    |                                                       | |
|                      | Laia Marull com a Pauleta a Pa negre                  | - Pilar López de Ayala com a Elena a Lope - Terele Pávez com a Dolores a Balada triste de trompeta - Ana Wagener com a Bea a Biutiful                                            |
| XXIV edició - 2010   |                                                       | |
|                      | Marta Etura com a Elena a Celda 211                   | - Pilar Castro com a Pilar a Gordos - Vicky Peña com a Doña Luisa a El cónsul de Sodoma - Verónica Sánchez com a Paula a Gordos                                                  |

### Dècada del 2000
| Guanyadora          | Candidates                                                                      | |
| XXIII edició - 2009 | XXIII edició - 2009                                                             | XXIII edició - 2009 |
| ------------------- | ------------------------------------------------------------------------------- | --- |
|                     | Penélope Cruz com a María Elena a Vicky Cristina Barcelona                      | - Elvira Mínguez com a Merche a Cobardes - Rosana Pastor com a Doña Juana de Coello a La conjura de El Escorial - Tina Sainz com a Doña Restituta a Sangre de mayo   |
| XXII edició - 2008  |                                                                                 | |
|                     | Amparo Baró com a Emilia a Siete mesas de billar francés                        | - Geraldine Chaplin com a Aurora a El orfanato - Nuria González com a Carmen a Mataharis - María Vázquez com a Inés a Mataharis                                      |
| XXI edició - 2007   |                                                                                 | |
|                     | Carmen Maura com a Irene a Volver                                               | - Lola Dueñas com a Sole a Volver - Ariadna Gil com a María de Castro a Alatriste - Blanca Portillo com a Agustina a Volver                                          |
| XX edició - 2006    |                                                                                 | |
|                     | Elvira Mínguez com a Raquel Merino a Tapes                                      | - Marta Etura com a Clara a Para que no me olvides - Pilar López de Ayala com a la maestra a Obaba - Verónica Sánchez com a Dolores Montoya "La Chispa" a Camarón    |
| XIX edició - 2005   |                                                                                 | |
|                     | Mabel Rivera com a Manuela a Mar adentro                                        | - Silvia Abascal com a Begoña a El Lobo - Victoria Abril com a Luciana a El séptimo día - Mercedes Sampietro com a señora Mingarro a Inconscients                    |
| XVIII edició - 2004 |                                                                                 | |
|                     | Candela Peña com a Ana a Te doy mis ojos                                        | - María Botto com a Conchi a Soldados de Salamina - Mònica López com a Irene a A la ciutat - María Pujalte com a Beatriz a El lápiz del carpintero                   |
| XVII edició - 2003  |                                                                                 | |
|                     | Geraldine Chaplin com a Marie a En la ciudad sin límites                        | - María Esteve com a Pilar a El otro lado de la cama - Mar Regueras com a Natalia a Rencor - Tina Sainz com a Melchora a Historia de un beso                         |
| XVI edició - 2002   |                                                                                 | |
|                     | Rosa Maria Sardà com a Ronda a Sin vergüenza                                    | - Elena Anaya com a Belén a Lucía y el sexo - Najwa Nimri com a Elena a Lucía y el sexo - Rosana Pastor com a Elvira a Juana la Loca                                 |
| XV edició - 2001    |                                                                                 | |
|                     | Julia Gutiérrez Caba com a Tía Gala a You're the One (una historia de entonces) | - Chusa Barbero com a Marian a Besos para todos - Ana Fernández com a Pilara a You're the One (una historia de entonces) - Terele Pávez com a Ramona a La comunidad  |
| XIV edició - 2000   |                                                                                 | |
|                     | María Galiana com a la madre a Solas                                            | - Adriana Ozores com a Ana a Cuando vuelvas a mi lado - Candela Peña com a Nina a Todo sobre mi madre - Julieta Serrano com a Tía Rafaela a Cuando vuelvas a mi lado |

### Dècada del 1990
| Guanyadora         | Candidates                                                                       | |
| XIII edició - 1999 | XIII edició - 1999                                                               | XIII edició - 1999 |
| ------------------ | -------------------------------------------------------------------------------- | --- |
|                    | Adriana Ozores com a Flora a La hora de los valientes                            | - Loles León com a Trini Morenos a La niña de tus ojos - Alicia Sánchez com a Carmen a Barrio - Rosa Maria Sardà com a Rosa Rosales a La niña de tus ojos                                                                    |
| XII edició - 1998  |                                                                                  | |
|                    | Charo López com a María a Secretos del corazón                                   | - Ángela Molina com a Clara a Carne trémula - Vicky Peña com a Rosa a Secretos del corazón |
| XI edició - 1997   |                                                                                  | |
|                    | Mary Carrillo com a la ama a Más allá del jardín                                 | - Loles León com a Charo a Libertarias - Maribel Verdú com a Areusa a La Celestina |
| X edició - 1996    |                                                                                  | |
|                    | Pilar Bardem com a Doña Julia a Nadie hablará de nosotras cuando hayamos muerto  | - Chus Lampreave com a madre de Leo a La flor de mi secreto - Rossy de Palma com a Rosa a La flor de mi secreto |
| IX edició - 1995   |                                                                                  | |
|                    | María Luisa Ponte com a Madre Tornera a Canción de cuna                          | - Sílvia Munt com a Laura a La pasión turca - Candela Peña com a Vanesa a Días contados |
| VIII edició - 1994 |                                                                                  | |
|                    | Rosa Maria Sardà com a Sole a ¿Por qué lo llaman amor cuando quieren decir sexo? | - María Barranco com a Carmen a La ardilla roja - Rossy de Palma com a Juana a Kika |
| VII edició - 1993  |                                                                                  | |
|                    | Chus Lampreave com a Doña Asun a Belle Époque                                    | - Mary Carmen Ramírez com a Amalia a Belle Époque - Pastora Vega com a Charo a Demasiado corazón |
| VI edició - 1992   |                                                                                  | |
|                    | Kiti Mánver com a Verónica a Todo por la pasta                                   | - María Barranco com a Lucrecia a El rey pasmado - Cristina Marcos com a Paula a Tacones lejanos |
| V edició - 1991    |                                                                                  | |
|                    | María Barranco com a Ely a Las edades de Lulú                                    | - Rosario Flores com a Rosario a Contra el viento - Loles León com a Lola a ¡Átame! |
| IV edició - 1990   |                                                                                  | |
|                    | María Asquerino com a Marcela a El mar y el tiempo                               | - María Barranco com a Nena Colman a Las cosas del querer - Chus Lampreave com a Doña Antonia a Bajarse al moro - Amparo Rivelles com a Isabel Farnese a Esquilache - Concha Velasco com a Doña Pastora Paternó a Esquilache |

### Dècada del 1980
| Guanyadora        | Candidates                                                              | |
| III edició - 1989 | III edició - 1989                                                       | III edició - 1989 |
| ----------------- | ----------------------------------------------------------------------- | --- |
|                   | María Barranco com a Candela a Mujeres al borde de un ataque de nervios | - Laura Cepeda com a una policía a Baton Rouge - Chus Lampreave com a Emilia a Espérame en el cielo - Terele Pávez com a la madre a Diario de invierno - Julieta Serrano com a Lucía a Mujeres al borde de un ataque de nervios |
| II edició - 1988  |                                                                         | |
|                   | Verónica Forqué com a Monique a Moros y cristianos                      | - Marisa Paredes com a Olga a Cara de acelga - Terele Pávez com a Teresa a Laura, del cielo llega la noche |
| I edició - 1987   |                                                                         | |
|                   | Verónica Forqué com a Irene a El año de las luces                       | - Chus Lampreave com a Doña Tránsito a El año de las luces - María Luisa Ponte com a Alejandra a El hermano bastardo de Dios |

## Estadístiques

### Actrius amb més premis com a actriu secundària
| Premis           | Actriu |
| ---------------- | ------ |
| 2                |        |
| María Barranco   |        |
| Rosa Maria Sardà |        |
| Candela Peña     |        |
| Verónica Forqué  |        |

### Actrius amb més candidatures com a actriu secundària
| Nominacions | Actriu               |
| ----------- | -------------------- |
| 6           | Chus Lampreave       |
| 6           | Terele Pávez         |
| 5           | María Barranco       |
| 5           | Candela Peña         |
| 3           | Rosa Maria Sardà     |
| 3           | Elvira Mínguez       |
| 3           | Nathalie Poza        |
| 3           | Julieta Serrano      |
| 3           | Ana Wagener          |
| 3           | Loles León           |
| 3           | Pilar López de Ayala |
| 3           | Natalia de Molina    |
| 3           | Maribel Verdú        |

| Nominacions | Actriu            |
| ----------- | ----------------- |
| 2           | Verónica Forqué   |
| 2           | Geraldine Chaplin |
| 2           | Penélope Cruz     |
| 2           | Marta Etura       |
| 2           | Adriana Ozores    |
| 2           | María Luisa Ponte |
| 2           | Anna Castillo     |
| 2           | Lola Dueñas       |
| 2           | Luisa Gavasa      |
| 2           | Carmen Machi      |
| 2           | Ángela Molina     |
| 2           | Nora Navas        |
| 2           | Rossy de Palma    |
| 2           | Rosana Pastor     |
| 2           | Vicky Peña        |
| 2           | Susi Sánchez      |
| 2           | Verónica Sánchez  |
| 2           | Tina Sainz        |
| 2           | Goya Toledo       |

### Actrius premiades i candidates de menor i major edat
- Premiada de menor edat: María Barranco, amb 27 anys, per Mujeres al borde de un ataque de nervios (III edició, 1988)
- Premiada de major edat: Julieta Serrano, amb 87 anys, per Dolor y gloria (XXXIV edició, 2020)
- Candidata de menor edat: Candela Peña, amb 21 anys, per Días contados (IX edició, 1994)
- Candidata de major edat: Julieta Serrano, amb 87 anys, per Dolor y gloria (XXXIV edició, 2020)